# Руслан Ґазієв
Руслан Ґазієв (англ. Ruslan Gaziev, 16 серпня 1999) — канадський плавець.
Учасник Олімпійських Ігор 2020 року.
Чемпіон світу з плавання серед юніорів 2017 року.